# 기찻길 (마네)
《기찻길》(프랑스어: Le Chemin de fer, 영어: The Railway) 또는 《생라자르역》(프랑스어: Gare Saint-Lazare)으로 널리 알려진 이 작품은 에두아르 마네가 1873년에 그린 그림이다. 마네가 애정하던 모델이자 동료 화가였던 빅토린 뫼랑을 마지막으로 그린 작품으로, 그녀는 이전에 《올랭피아》와 《풀밭 위의 점심 식사》 등 여러 작품에서 모델을 맡았다. 이 그림은 1874년 파리 살롱에 출품되었고, 1956년 워싱턴 D.C.의 내셔널 갤러리 오브 아트에 기증되었다.

## 작품
작품 속 왼쪽에 그려진 빅토린 뫼랑은 파리 생라자르역 근처의 철제 울타리 앞에 앉아 있는 모습으로 그려졌다. 그녀는 검은 모자와 흰 장식이 달린 어두운 남색 드레스를 입고 관람자를 바라보며, 무릎 위에는 잠든 강아지와 부채, 펼쳐진 책이 놓여 있다. 옆에는 마네의 이웃 알퐁스 히르슈(Alphonse Hirsch)의 딸을 모델로 하여 그려진 어린 소녀가 흰 드레스에 큰 파란 리본을 달고 등을 돌린 채 난간 너머로 지나가는 기차를 바라보고 있다. 소녀의 머리에 둘러진 검은 띠는 여인의 목에 두른 검은 초커와 유사한다. 마네는 야외 사생에서 전통적으로 그리는 자연 풍경 대신 화면 전체를 가로지르는 철제 울타리를 배경으로 삼았다. 기차의 존재는 희끄무레한 증기 구름만으로 암시된다. 뒤편에는 근대식 아파트가 보이는데, 그중에는 1872년 7월부터 마네가 작업실을 빌렸던 생페테르스부르크 거리의 집도 포함된다. 신호소와 유로프 다리(Pont de l’Europe) 또한 작품 속에 자리한다.
구도는 전경을 좁게 압축하고, 울타리가 전경과 배경을 구분한다. 전통적인 원근 깊이는 무시되었다. 화면 오른쪽 옹벽 위에 놓인 포도 한 송이는 이 그림이 가을에 제작되었음을 암시한다. 강아지는 티치아노의 《우르비노의 비너스》에 대한 암시일 수 있는데, 마네는 이미 1863년작 《올랭피아》에서 《우르비노의 비너스》를 오마주 한 바 있다.

## 반응
역사가 이자벨 드르보는 1874년 파리 살롱에서 이 그림이 받았던 반응을 다음과 같이 묘사했다. “관람객과 평론가들은 주제가 난해하고 구도가 일관되지 않으며 붓질이 거칠다고 여겼다. 만화가들은 마네의 그림을 조롱했고, 오늘날 근대성의 상징으로 여겨지는 그 의미를 파악한 이는 극소수였다.”
이 작품은 완성 직후 바리톤 가수 장바티스트 포르에게 팔렸다. 1881년 5,400프랑에 미술상인 폴 뒤랑뤼엘에게 다시 넘어갔고, 그는 이 그림에 《기차를 바라보는 아이》, 《유로프 다리》, 《생라자르 역에서》 등 여러 제목을 붙였다가 결국 《생라자르역》으로 정했다. 1898년 12월 31일, 그림은 10만 프랑에 미국의 사업가 헨리 오즈번 해브마이어에게 판매되었다. 그의 아내 루이신 해브마이어는 1929년 사망하면서 2,000점의 작품을 뉴욕 메트로폴리탄 미술관에 기증했으나, 《기찻길》을 포함한 소규모 컬렉션은 세 자녀에게 나누어주었다. 이 그림은 1956년 아들 호레이스 해브마이어가 세상을 떠나면서 워싱턴 D.C.의 내셔널 갤러리 오브 아트에 기증되었다.

## 참고 문헌
- Rand, Harry (1987). Manet's Contemplation at the Gare Saint-Lazare. University of California Press.
- Wilson-Bareau, Juliet (1998). Manet, Monet, and the Gare Saint-Lazare. National Gallery of Art, Yale University Press.